# Saint-Jean-le-Vieux (Pyrénées-Atlantiques)
Saint-Jean-le-Vieux település Franciaországban, Pyrénées-Atlantiques megyében. Lakosainak száma 878 fő (2022. január 1.). Saint-Jean-le-Vieux Ahaxe-Alciette-Bascassan, Aincille, Bussunarits-Sarrasquette, Bustince-Iriberry, Çaro, Ispoure, Jaxu és Saint-Jean-Pied-de-Port községekkel határos.

## Népesség
A település népessége az elmúlt években az alábbi módon változott:
| Lakosok száma | 862  | 855  | 869  | 849  | 847  | 840  | 831  | 857  | 878  |
|               | 2013 | 2015 | 2016 | 2017 | 2018 | 2019 | 2020 | 2021 | 2022 |